# Nesitanebetashru (esposa de Sheshonq II)
Nesitanebetashru, es un nombre que significa "perteneciente a la dama del ashru" (el ashru o isheru era un lago sagrado en forma de medialuna que se localizaba alrededor de los templos de las diosas solares, en este caso, la diosa Mut.
| n · ns · z | Z4 · Y1 | t | A | nb · t | i | S · r | rw | n · n · n | Z92 |

| n · ns · z | Z4 · Y1 | t | A | nb · t | i | S · r | rw | n · n · n | Z92 |

Nesitanebetashru, de la Dinastía XXII de Egipto fue una noble libia, esposa del faraón Sheshonq II y madre del faraón Horsiese I. Fue cantora de Amón y es mencionada en una estatua de Bes.